# Hydriomena confusa
Hydriomena confusa är en fjärilsart som beskrevs av William Schaus 1912. Hydriomena confusa ingår i släktet Hydriomena och familjen mätare. Inga underarter finns listade i Catalogue of Life.